# Apollo Justice: Ace Attorney
Apollo Justice: Ace Attorney, lançado no Japão com o nome de Gyakuten Saiban 4 (逆転裁判4, lit. "Turnabout Trial 4"), é um jogo eletrônico de aventura desenvolvido pela Capcom para o Nintendo DS. É o quarto jogo da série  Ace Attorney e foi lançado no Japão no dia 12 de Abril de 2007; na América do Norte no dia 19 de fevereiro de 2008; na Europa em 9 de Maio de 2008; e na Austrália em 22 de Maio de 2008. O jogo é precedido por Phoenix Wright: Ace Attorney Trials and Tribulations, Phoenix Wright: Ace Attorney Justice for All, e Phoenix Wright: Ace Attorney e sucedido por Ace Attorney Investigations: Miles Edgeworth.
Apollo Justice é o primeiro jogo na série que não têm Phoenix Wright como protagonista principal, embora não seja a primeira vez que outro advogado de defesa seja um personagem jogável. O jogo ocorre sete anos após Phoenix Wright: Ace Attorney Trials and Tribulations. Phoenix Wright perdeu sua licença de advogado, e Apollo Justice, um novo e recém-formado advogado, torna-se seu aprendiz.
Apollo Justice foi extremamente bem-sucedido, vendendo cerca de 250,000 cópias durante a primeira semana de vendas e 515,417 pelo fim de 2007. Conseguiu uma nota geral das análises de  78/100 e 79% dos sites Metacritic e Game Rankings respectivamente.

## Jogabilidade
A jogabilidade de Apollo Justice pode ser separada em dois tipos de situação: Modo de Investigação e Modo de Tribunal. Ambas são apresentados em estilo de visual novel e portanto, a história é extremamente linear, embora existam interlúdios interativos entre os diálogos. O jogador tem uma  barra de vida. Se o jogador em alguma vez apresentar a evidência errada, perde-se um pouco da vida. Se a barra chegar a zero, o jogador perde. Apollo Justice é o primeiro jogo na série a ser desenvolvido especificamente para o DS, ao contrário dos anteriores que eram adaptações originárias do Game Boy Advance. Por isso, a tela de toque e microfone do DS são partes fundamentais de Apollo Justice. E também, este jogo é o primeiro na série onde Phoenix Wright não é o personagem principal, embora não seja a primeira vez que outro advogado é usado como personagem jogador.
Durante a fase de investigação de cada caso, o jogador explora o mundo de jogo tanto usando a stylus ou o D-pad para as ações que o jogador desejar fazer: Examinar ("Examine"), Mover-se ("Move"), Conversar ("Talk"), or Mostrar Evidência ("Present"). O jogador conversa com personagens não-jogável escolhendo conversar e pode-se mover pelo mundo de jogo escolhendo os locais em que podem ir. A informação obtida durante a fase de investigação pode ser usada durante a fase de Julgamento do jogo e itens obtido podem ser usados como evidência. O jogador, entretanto, não pode avançar sem realizar certas ações. Ema Skye, uma personagem do remake de do primeiro jogo Phoenix Wright: Ace Attorney, frequentemente provê o jogador com oportunidades para usar as capacidades de realizar certas ações como obter impressões digitais.
A fase de julgamento é similar ao jogos anteriores da série Ace Attorney e consiste de ouvir e examinar as declarações das testemunhas. O jogador tem a opção de pedir mais informações ou mostrar evidências em respostas as declarações feitas por testemunhas. O jogador pode escolher a opção ou gritá-la no microfone. Pedir por mais informações irá forçar a testemunha a esclarecer uma declaração anterior e pode destravar novas partes do testemunho, enquanto mostrar a evidência é usada —tanto em forma de provas ou perfils — para contradizer o testemunho. "Psyche locks," usada primariamente em Justice for All, são usados somente no caso final. Entretanto, quando mostrando evidências, o jogador não precisa decidir entre mostrar provas ou o perfil de um personagem, simplficando o jogo. Um novo sistema, conhecido como "Perceive System," pode ser usado para procurar movimentos ou ações feitas pela testemunha que mostrem nervosismo, de forma similar ao que ocorre no Poker, quando um jogador acaba mostrando nervosismo involuntariamente. Ao utilizar o sistema, é usada uma frase, "Gotcha!" ("There!" (そこだ!, Soko da!) in Japanese). O jogo também inclui um "Modo de Recriação de Crime" que modela provas ou a cena do crime em 3D e permite o jogador explorar a recriação para procurar por provas. Adicionalmente, o jogador frequente recria o crime em cenas de cutscene, permitindo que o jogador observe a ação e ache contradições.

## Enredo e localização
Apollo Justice, assim como os outros jogos na série Ace Attorney, consiste de vários casos e julgamentos, chamados "Turnabouts". Em quatro diferentes Turnabouts, o personagem principal, Apollo Justice, deve defender seus clientes da acusação de assassinato. Após o primeiro caso, Apollo trabalha para o ex-advogado Phoenix Wright, que perdeu sua licença de advogado devido provas falsificas e agora comanda a "Wright Talent Agency" para apoiar sua filha adotada, Trucy Wright, uma mágica da desmanchada Troupe Gramarye e que ajuda Apollo durante as investigações e no tribunal.

### Enredo
Os casos acontecem em 2026, 10 anos depois do primeiro jogo da série, nele, Phoenix não tem mais permissão para defender, mas as coisas são melhor explicadas no quarto caso. Tudo começa quando Apollo, um advogado iniciante pega o seu primeiro caso, defendendo Phoenix da acusação do assassinato de Shadi Smith, que participa de novo no quarto caso. Nesse meio de tempo, Phoenix adotou uma filha, atualmente com 15 anos, Trucy que acaba por ser a parceira de Apollo. Mas ambos Phoenix e Trucy parecem saber sobre partes do passado de Apollo.

#### Turnabout Trump
É o primeiro caso, nele, Apollo deve proteger Phoenix, e acaba por culpar o seu próprio mentor, e vê que Phoenix não perdeu o seu poder para defender, a cena do crime foi uma sala de porão embaixo de um restaurante russo, onde estavam jogando ilegalmente poker. No jogo também tem um misterioso ás desaparecido e uma garçonete russa que pode se mostrar uma pequena e inocente garota, ou uma trapaçeira de marca maior.

#### Turnabout Corner
A esquina da reviravolta, em português, tudo começa quando Apollo vai até a Wright Talent Agency, onde era o escritório de advocacia de Phoenix, atualmente uma agência de talentos, e Apollo faz com que eles mudem o nome dela para Wright Anything Agency, onde também se está um escritório de advocacia. E então, a 4 casos para Apollo pensar, um acidente de carro onde Phoenix foi atropelado, o roubo das roupas intimas de Trucy, o roubo de uma barraca movél de salgados e um assassinato, mas no final, os 4 casos aparecem inter ligados.
O acusado, é o filho único de uma família de gangsters japoneses, Wocky Kitaki, e a vítima era o diretor de uma clínica, que estava puxando a barraca móvel roubada, mas a cena toda não faz sentido, até que as explicações chegam, você terá que enfrentar o Promotor rockstar Klavier Gavin, e se tornam amigos de Ema Skye, que retorna como uma detetive formada.

#### Turnabout Serenade
O procurador rockstar Klavier Gavin convidou-te para um concerto dos Gavinners, mas depois da canção de Lamiroir, tudo correu muito mal para o procurador, ou seja ele perdeu as suas chaves, a sua moto està avariada, a sua guitarra foi queimada e Romain Letouse foi assassinado. Machi Tobaye, pianista de 14 anos, foi encontrado ao lado da vitima e acaba por ser acusado do crime. Apollo conseguirá desmascarar o verdadeiro culpado?

## Desenvolvimento
O jogo foi produzido por Minae Matsukawa e dirigido por Shu Takumi, que eram membros dos times anteriores dos jogos da série Ace Attorney. Em uma entrevista coletiva, contaram a Famitsu que eles planejaram "fazer certas coisas com a série que não conseguiram fazer em Ace Attorney " e que funcionários da Capcom providenciariam as vozes para a série. Uma versão de demonstração do jogo foi disponibilizada na Tokyo Game Show.
A segunda história do jogo, "Turnabout Corner," era uma história que Shu Takumi havia pensado havia dez anos atrás quando ele havia entrado na Capcom. A terceira história, "Turnabout Serenade," marcou a primeira vez em que captura de movimentos foi usada para criar um vídeo no jogo. Assim como a dublage, a "atriz" para Lamiroir foi um membro do departamento de R&D.
O novo jogo não possui mais Phoenix Wright como protagonista, como nos três jogos anteriores tiveram. O nome dos jogos anteriores dados pela Capcom incluíam o nome de "Phoenix Wright" como protagonista no título para esses jogos. Uma foto retirada de um evento da Nintendo Europe que continha um banner para o jogo confirmava que o protagonista do jogo, Housuke Odoroki, seria traduzido como "Apollo Justice", com o título do jogo sendo Apollo Justice: Ace Attorney. Isto foi confirmado quando o trailer em inglês para o jogo foi apresentado em 2007 na Tokyo Game Show. O time de tradução teve 22 reuniões para decidir o nome "Apollo," uma referência tanto ao deus grego quanto a naves espaciais.

### Marketing
Uma edição limitada do jogo foi disponibilizada no lançamento japonês em 12 de abril de 2007. Incluia fones de ouvidos, um Dicionário Gyakuten Saiban em um cartucho de DS, e um DVD da série com melhores momentos. E também, um chaveiro de Apollo Justice fui incluído como presente para os que fizeram pré-ordens na  Gamestop e na loja online da Capcom.

## Música
Um CD com a trilha sonora, com o título de Gyakuten Saiban 4 Original Soundtrack, foi lançado no dia 27 de junho de 2007. Continha a música de fundo do jogo composta e arranjada por Toshihiko Horiyama. Um concerto, baseado na música de Ace Attorney e chamado de Gyakuten Meets Orchestra, aconteceu em Tóquio em abril de 2008. Um CD do concerto foi lançado em 16 de julho de 2008.